# 유엔 경제 사회 이사회

유엔 경제 사회 이사회 (United Nations Economic and Social Council)

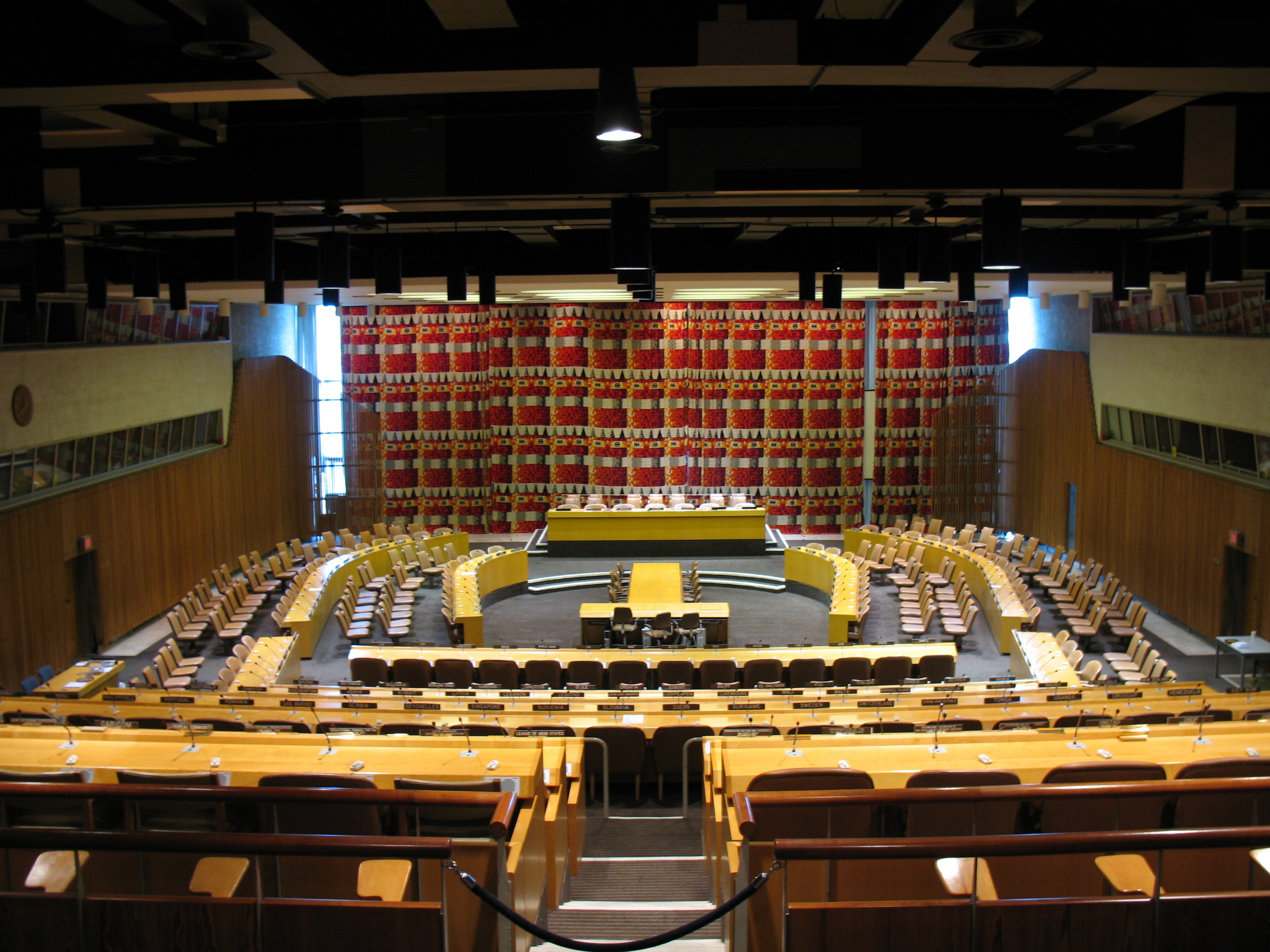
유엔 경제 사회 이사회의 내부

유엔 경제 사회 이사회(國際聯合經濟社會理事會, 영어: United Nations Economic and Social Council, ECOSOC, 프랑스어: Conseil économique et social des Nations unies)는 국제적인 경제 사회 협력과 개발을 촉진하기 위해 설립된 유엔 총회를 보조하는 기구이다.

## 기능
유엔은 국민들의 사는 길을 향상시키기 위하여 전념하는 데 주요 기관과 함께 첫 국제 기구이다.  경제 사회 이사회는 나라들 사이에 생활, 나은 보건, 문화적과 교육적 협동의 더 높은 수준과 인권의 준수에 용기를 주는 일을 하고 있다.  그 일들은 이 분야들에서 총회, 개인적 국가들과 유엔의 전문 기구들에 제안을 한다.  예를 들면, 이사회는 유엔 성원의 명사를 숙고하는 경제와 사회 기획을 총회에 제안한다.  그러고나서 총회는 이 기획들을 위한 자금을 인정한다.
경제 사회 이사회는 전문 기구들과 일 하는 데 책임을 지고 있다.  그들에게 제안하는 데 추가로 이사회는 제안들을 대리들로부터 총회에 전달한다.  또한 이사회는 적십자를 포함한 세계 여러 곳에 있는 100개 이상의 기구들과 함께 협력하고 있다.
이사회에는 54개의 회원국이 자리잡고 있다.  해마다 총회는 이사회에 3년간 근무하는 데 18개국을 선출한다.  이사회는 1년에 최소한 2개의 회의를 연다.  각각의 가맹국은 하나의 투표를 가지고, 결정은 단순하게 다수결로 내려진다.  이사회는 가맹국들과 전문 기구들이 자신에게 염려되는 논의를 할 수 있도록 한다.  그러나 이사회의 회원국들 만이 투표할 수 있다.
이사회는 자신들을 거듭하는 몇몇의 임무를 지니고 있다.  어떤 것은 아프리카, 아시아, 유럽과 라틴아메리카 같은 세계의 경제와 사회 논점을 다루고 있다.  다른 임무들은 치안, 마약과 여성참정권 같은 논점을 다룬다.  이사회를 보조하는 다를 조직체들은 유니세프와 유엔 개발계획의 위원회들을 다스리는 업무를 포함한다.

## 보조 위원회
- 유엔 사회개발위원회
- 유엔 인권위원회 (UNCHR)
- 유엔 마약위원회
- 유엔 범죄예방 및 형사사법위원회
- 유엔 과학기술발전위원회 (CSTD)
- 유엔 지속가능개발위원회 (CSD)
- 유엔 여성지위위원회 (UN CSW)
- 유엔 인구개발회의
- 유엔 통계위원회  보관됨 2015-08-15 - 웨이백 머신

## 같이 보기
- 유럽 경제 사회 위원회
- 국제사법재판소
- 국제 협회 연합
- STEM 교육
- G20